# Omar Tognini
Omar Tognini (né le 25 mai 1977 à Bellinzone en Suisse) est un joueur professionnel suisse de hockey sur glace devenu entraîneur.

## Biographie

### Clubs successifs
- 1994-1998 HC Ambri-Piotta (LNA)
- 1998-1999 HC La Chaux-de-Fonds (LNB)
- 1999-2000 Lausanne Hockey Club (LNB)
- 2000-2001 HC Ambri-Piotta (LNA)
- 2001-2002 HC Ambri-Piotta (LNA) et SC Langnau Tigers (LNA)
- 2002-2003 EV Zoug (LNA) et HC La Chaux-de-Fonds (LNB)
- 2003-2006 HC Bienne (LNB)
- 2006-2007 HC Thurgovie (LNB)
- 2007-2008 HC Ambri-Piotta (LNA) et Lausanne Hockey Club (LNB)
- 2008-2010 HC Sierre-Anniviers (LNB)

## Palmarès
- Champion Suisse LNB en 2004 et 2006 avec le HC Bienne

## Distinctions
- Meilleur joueur de play-off de LNB en 2004 (HC Bienne)